# 蓼白粉菌
蓼白粉菌（学名：Erysiphe polygoni）是属于白粉菌目白粉菌科白粉菌属的一种真菌，寄生在蓼科植物上。该种分布于全世界。